# Новосёлка (Черкасская область)
Новосёлка (укр. Новосілка) — село в Уманском районе Черкасской области Украины.
Население по переписи 2001 года составляло 175 человек. Почтовый индекс — 19113. Телефонный код — 4746.

## Местный совет
19113, Черкасская обл., Монастырищенский р-н, с. Княжья Криница, ул. Ленина, 64